# Gauciel
Gauciel est une commune française située dans le département de l'Eure en région Normandie.
Ses habitants sont des Gaucielois.

## Géographie

### Localisation
| Sassey | Fontaine-sous-Jouy | Jouy-sur-Eure |
| Huest  | Gauciel            | Jouy-sur-Eure |
|        | Miserey            |               |

### Hydrographie
La commune est située dans le bassin Seine-Normandie. Elle est drainée par le cours d'eau 01 des Vallois et le fossé 01 de la Cerisey,,.

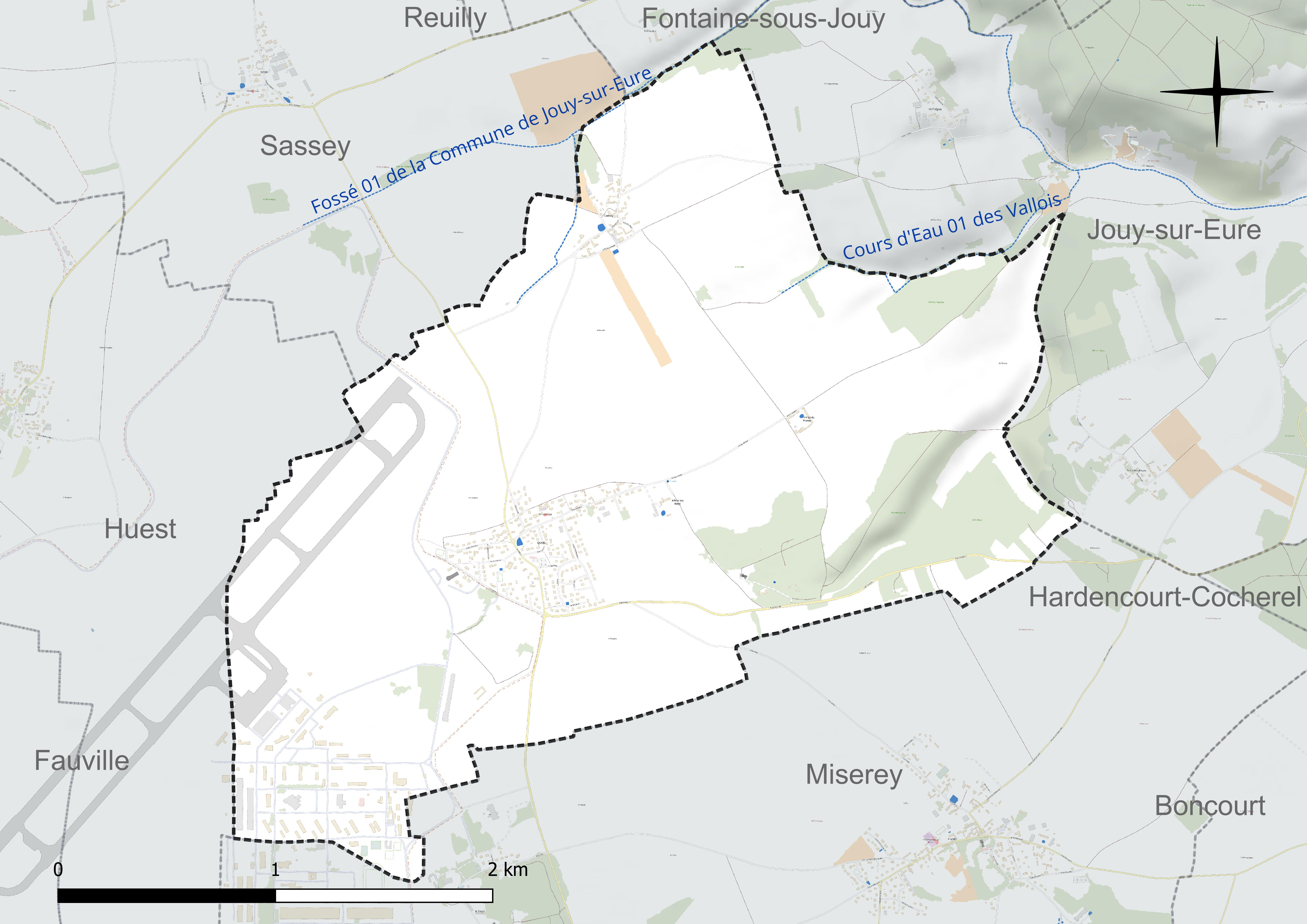
Réseau hydrographique de Gauciel.

### Climat
Pour des articles plus généraux, voir Climat de la Normandie et Climat de l'Eure.
En 2010, le climat de la commune est de type climat océanique dégradé des plaines du Centre et du Nord, selon une étude du CNRS s'appuyant sur une série de données couvrant la période 1971-2000. En 2020, Météo-France publie une typologie des climats de la France métropolitaine dans laquelle la commune est exposée à un climat océanique et est dans la région climatique  Sud-ouest du bassin Parisien, caractérisée par une faible pluviométrie, notamment au printemps (120 à 150 mm) et un hiver froid (3,5 °C). Parallèlement le GIEC normand, un groupe régional d’experts sur le climat, différencie quant à lui, dans une étude de 2020, trois grands types de climats pour la région Normandie, nuancés à une échelle plus fine par les facteurs géographiques locaux. La commune est, selon ce zonage, exposée à un « climat des plateaux abrités », correspondant aux plaines agricoles de l’Eure, avec une pluviométrie beaucoup plus faible que dans la plaine de Caen en raison du double effet d’abri provoqué par les collines du Bocage normand et par celles qui s’étendent sur un axe du Pays d'Auge au Perche.
Pour la période 1971-2000, la température annuelle moyenne est de 10,4 °C, avec  une amplitude thermique annuelle de 14,1 °C. Le cumul annuel moyen de précipitations est de 658 mm, avec 11 jours de précipitations en janvier et 8,2 jours en juillet. Pour la période 1991-2020, la température moyenne annuelle observée sur la station météorologique la plus proche, située sur la commune de Huest à 3 km à vol d'oiseau, est de 11,2 °C et le cumul annuel moyen de précipitations est de 600,6 mm,. Pour l'avenir, les paramètres climatiques de la commune estimés pour 2050 selon différents scénarios d’émission de gaz à effet de serre sont consultables sur un site dédié publié par Météo-France en novembre 2022.

## Urbanisme

### Typologie
Au 1er janvier 2024, Gauciel est catégorisée commune rurale à habitat dispersé, selon la nouvelle grille communale de densité à 7 niveaux définie par l'Insee en 2022.
Elle est située hors unité urbaine. Par ailleurs la commune fait partie de l'aire d'attraction d'Évreux, dont elle est une commune de la couronne,. Cette aire, qui regroupe 108 communes, est catégorisée dans les aires de 50 000 à moins de 200 000 habitants,.

### Occupation des sols
L'occupation des sols de la commune, telle qu'elle ressort de la base de données européenne d’occupation biophysique des sols Corine Land Cover (CLC), est marquée par l'importance des territoires agricoles (60,6 % en 2018), en diminution par rapport à 1990 (61,5 %). La répartition détaillée en 2018 est la suivante : 
terres arables (58,6 %), zones industrielles ou commerciales et réseaux de communication (26,4 %), forêts (8,7 %), zones urbanisées (4,3 %), zones agricoles hétérogènes (2 %). L'évolution de l’occupation des sols de la commune et de ses infrastructures peut être observée sur les différentes représentations cartographiques du territoire : la carte de Cassini (XVIIIe siècle), la carte d'état-major (1820-1866) et les cartes ou photos aériennes de l'IGN pour la période actuelle (1950 à aujourd'hui).

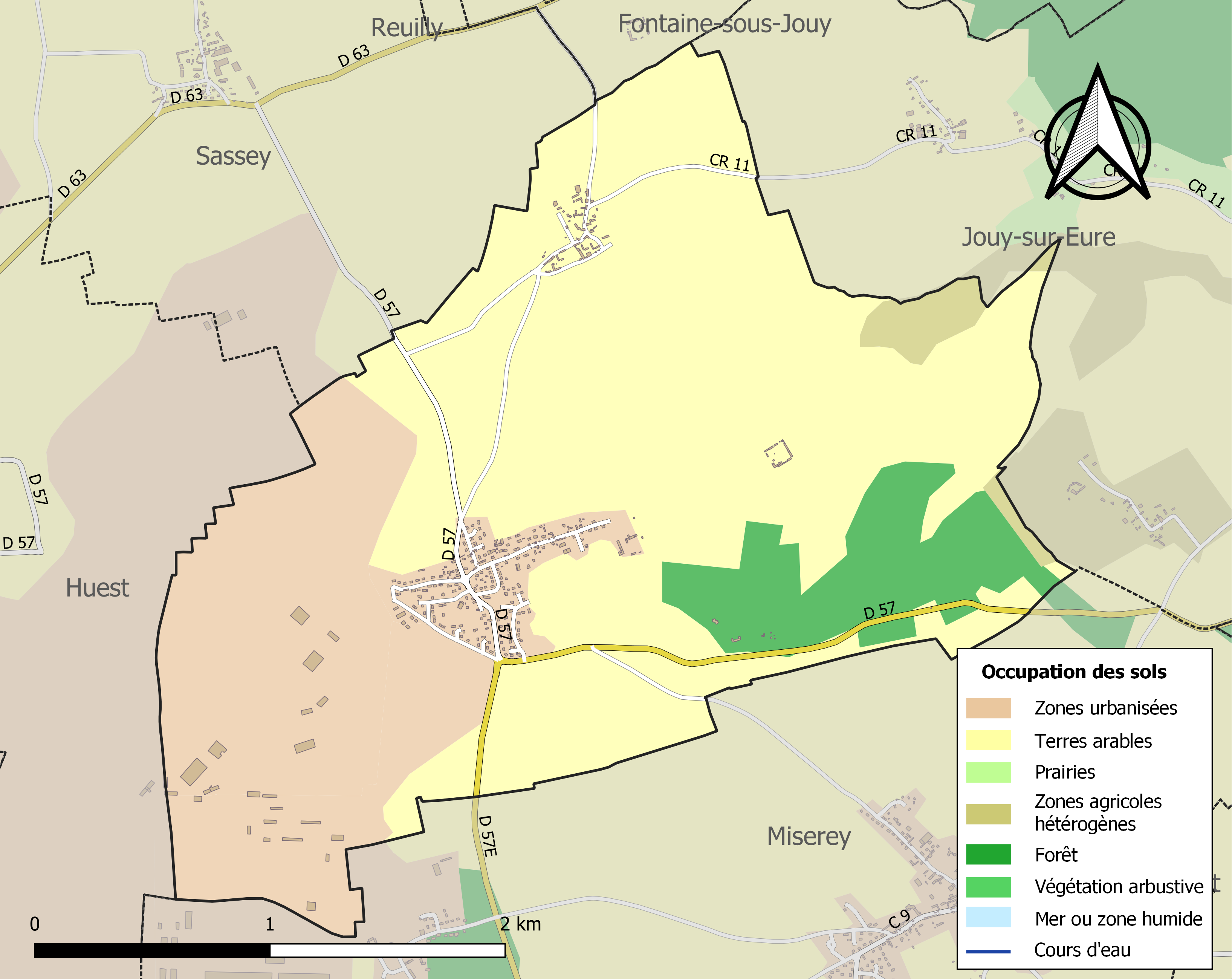
Carte des infrastructures et de l'occupation des sols de la commune en 2018 (CLC).

## Toponymie
Le nom de la localité est attesté sous les formes Valsiardus vers 1024 (charte de Richard II), Walsiardum en 1025, à lire *Walsiarum, Walsiel en 1145 (bulle d’Eugène III), Warsiel en 1174 (charte de Henri II), Gausiel (charte de Simon, comte d’Évreux), Gaussiel en 1338 (grand cartulaire de Saint-Taurin), Gaussiet en 1631 (Tassin, Plans et profilz), Gautiel en 1722 (Masseville), Gantiel en 1738.

## Histoire

### Héraldique
| Blason de Gauciel | Blason  | D’azur à la croix estrée d’or, la traverse chargée du nom « Gauciel » en lettres gothiques de sable, cantonnée de quatre clés aussi d’or. |
| Blason de Gauciel | Détails | Création de Jack Lefebvre, adoptée par délibération du conseil municipal du 22 janvier 1999                                               |

## Politique et administration
| Période                                  | Période  | Identité     | Étiquette | Qualité      |
| ---------------------------------------- | -------- | ------------ | --------- | ------------ |
| mars 2001                                | En cours | Rénald Hamel | DVG       | Contremaître |
| Les données manquantes sont à compléter. |          |              |           |              |

## Démographie
L'évolution du nombre d'habitants est connue à travers les recensements de la population effectués dans la commune depuis 1793. Pour les communes de moins de 10 000 habitants, une enquête de recensement portant sur toute la population est réalisée tous les cinq ans, les populations de référence des années intermédiaires étant quant à elles estimées par interpolation ou extrapolation. Pour la commune, le premier recensement exhaustif entrant dans le cadre du nouveau dispositif a été réalisé en 2008.

En 2022, la commune comptait 976 habitants, en évolution de +9,54 % par rapport à 2016 (Eure : −0,25 %, France hors Mayotte : +2,11 %).
| 1793 | 1800 | 1806 | 1821 | 1831 | 1836 | 1841 | 1846 | 1851 |
| ---- | ---- | ---- | ---- | ---- | ---- | ---- | ---- | ---- |
| 253  | 247  | 242  | 220  | 240  | 266  | 265  | 256  | 230  |

| 1856 | 1861 | 1866 | 1872 | 1876 | 1881 | 1886 | 1891 | 1896 |
| ---- | ---- | ---- | ---- | ---- | ---- | ---- | ---- | ---- |
| 229  | 223  | 218  | 195  | 176  | 169  | 165  | 192  | 155  |

| 1901 | 1906 | 1911 | 1921 | 1926 | 1931 | 1936 | 1946 | 1954 |
| ---- | ---- | ---- | ---- | ---- | ---- | ---- | ---- | ---- |
| 147  | 159  | 149  | 154  | 142  | 130  | 141  | 103  | 185  |

| 1962 | 1968 | 1975 | 1982 | 1990 | 1999 | 2006 | 2008 | 2013 |
| ---- | ---- | ---- | ---- | ---- | ---- | ---- | ---- | ---- |
| 122  | 166  | 483  | 352  | 362  | 422  | 770  | 748  | 913  |

| 2018 | 2022 | - | - | - | - | - | - | - |
| ---- | ---- | - | - | - | - | - | - | - |
| 831  | 976  | - | - | - | - | - | - | - |

## Culture locale et patrimoine

### Lieux et monuments

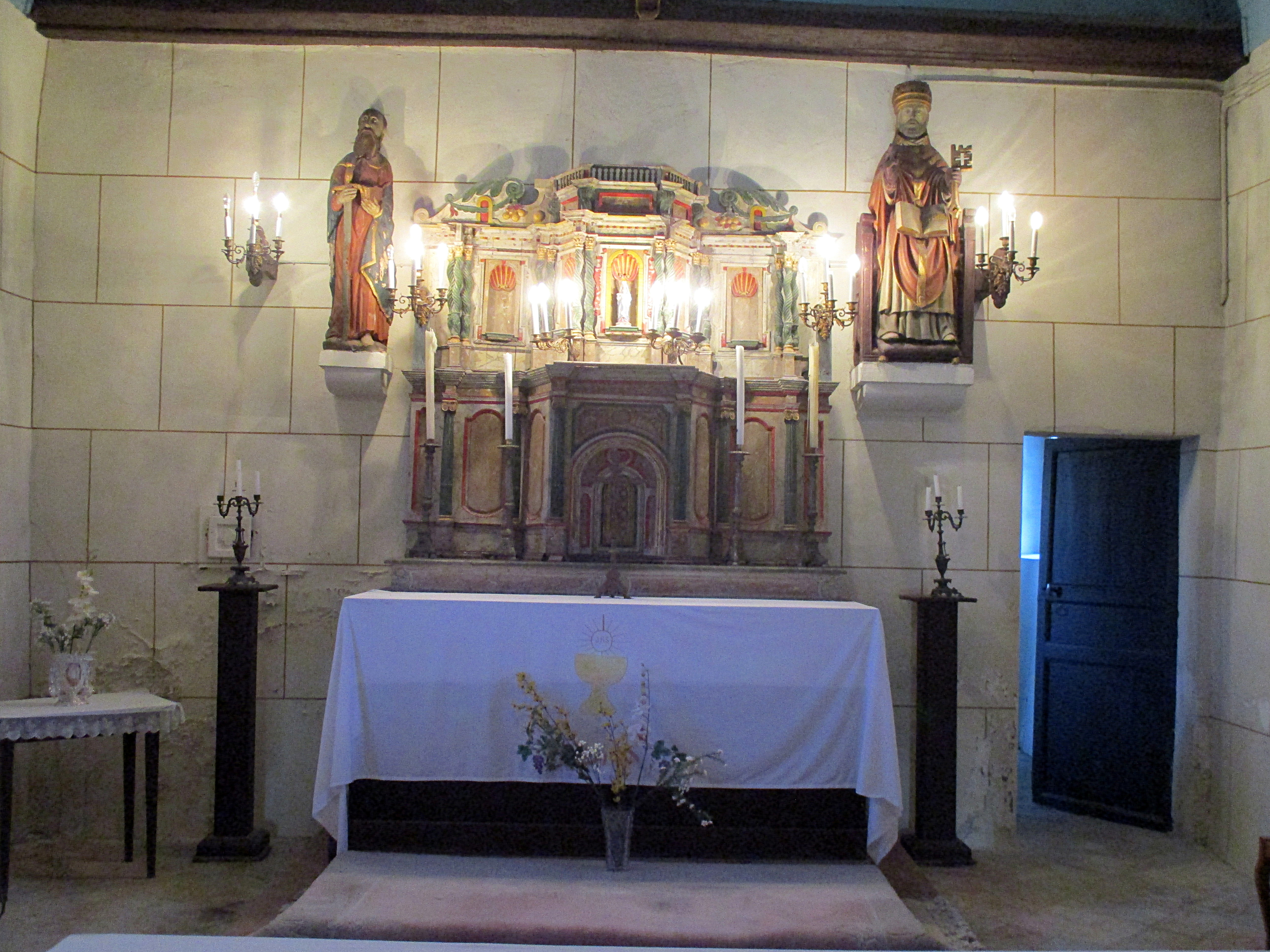
Le maître autel de l'église de Gauciel (Eure)

- Église Saint-Pierre[Note 4].
- Manoir,  Inscrit MH (2008)[23].